# Roman Bedlivý
Roman Bedlivý (* 21. září 1969) je bývalý český fotbalista.

## Hráčská kariéra
V československé nejvyšší soutěži zasáhl na podzim 1992 do 4 utkání v dresu Bohemians Praha, v nichž neskóroval. Do Bohemians přišel z druholigové Synthesie Pardubice (dříve VCHZ), poté hrál za Ústí nad Labem a Litoměřice.
Později nastupoval např. za Hrobce, kde hrál mj. s Ivem Knoflíčkem.

### Prvoligová bilance
| Ročník          | Zápasy | Góly | Minuty | Klub            |
| --------------- | ------ | ---- | ------ | --------------- |
| I. liga 1992/93 | 4      | 0    | 179    | Bohemians Praha |
| CELKEM I. LIGA  | 4      | 0    | 179    |                 |